# Lijst van Formule 1 Grand Prix-overwinningen door Fernando Alonso
Dit is een Lijst van Formule 1 Grand Prix-overwinningen door Fernando Alonso.

## Grand Prix-overwinningen
Legenda:
- # – Overwinningsnummer; voorbeeld, "1" staat voor Alonso's eerste Grand Prix-overwinning.
- Race – Racenummer; voorbeeld, "1" staat voor de eerste race waar Alonso aan heeft deelgenomen
- Grid – De startpositie op de grid waar Alonso de race begon.
- Verschil – Verschil met de tweede plaats, in minuten:seconden.milliseconden
- ■  – Wereldkampioenschap gewonnen
- ■  – Deze overwinning betreft een Grand Slam (pole, overwinning, snelste ronde, onafgebroken aan de leiding)

| #  | Race | Datum        | Jaar | Grand Prix              | Circuit                            | Grid | Verschil | Constructeur               | Chassis             | Motor             | Banden |
| -- | ---- | ------------ | ---- | ----------------------- | ---------------------------------- | ---- | -------- | -------------------------- | ------------------- | ----------------- | ------ |
| 1  | 29   | 24 augustus  | 2003 | GP van Hongarije        | Hungaroring                        | 1    | 0:16.768 | Mild Seven Renault F1 Team | Renault R23B        | Renault RS23      | M      |
| 2  | 52   | 20 maart     | 2005 | GP van Maleisië         | Sepang International Circuit       | 1    | 0:24.327 | Mild Seven Renault F1 Team | Renault R25         | Renault RS25      | M      |
| 3  | 53   | 3 april      | 2005 | GP van Bahrein          | Bahrain International Circuit      | 1    | 0:13.409 | Mild Seven Renault F1 Team | Renault R25         | Renault RS25      | M      |
| 4  | 54   | 24 april     | 2005 | GP van San Marino *     | Autodromo Enzo e Dino Ferrari *    | 1    | 0:00.215 | Mild Seven Renault F1 Team | Renault R25         | Renault RS25      | M      |
| 5  | 57   | 29 mei       | 2005 | GP van Europa           | Nürburgring                        | 6    | 0:16.567 | Mild Seven Renault F1 Team | Renault R25         | Renault RS25      | M      |
| 6  | 59   | 3 juli       | 2005 | GP van Frankrijk        | Circuit de Nevers Magny-Cours      | 1    | 0:11.805 | Mild Seven Renault F1 Team | Renault R25         | Renault RS25      | M      |
| 7  | 61   | 24 juli      | 2005 | GP van Duitsland        | Hockenheimring                     | 3    | 0:22.569 | Mild Seven Renault F1 Team | Renault R25         | Renault RS25      | M      |
| 8  | 68   | 16 oktober   | 2005 | GP van China            | Shanghai International Circuit     | 1    | 0:04.015 | Mild Seven Renault F1 Team | Renault R25         | Renault RS25      | M      |
| 9  | 69   | 12 maart     | 2006 | GP van Bahrein          | Bahrain International Circuit      | 4    | 0:01.246 | Mild Seven Renault F1 Team | Renault R26         | Renault RS26      | M      |
| 10 | 71   | 2 april      | 2006 | GP van Australië        | Albert Park Street Circuit         | 3    | 0:01.829 | Mild Seven Renault F1 Team | Renault R26         | Renault RS26      | M      |
| 11 | 74   | 14 mei       | 2006 | GP van Spanje           | Circuit De Barcelona-Catalunya     | 1    | 0:18.502 | Mild Seven Renault F1 Team | Renault R26         | Renault RS26      | M      |
| 12 | 75   | 28 mei       | 2006 | GP van Monaco           | Circuit De Monaco                  | 1    | 0:14.567 | Mild Seven Renault F1 Team | Renault R26         | Renault RS26      | M      |
| 13 | 76   | 11 juni      | 2006 | GP van Groot-Brittannië | Silverstone                        | 1    | 0:13.951 | Mild Seven Renault F1 Team | Renault R26         | Renault RS26      | M      |
| 14 | 77   | 25 juni      | 2006 | GP van Canada           | Circuit Gilles Villeneuve          | 1    | 0:02.111 | Mild Seven Renault F1 Team | Renault R26         | Renault RS26      | M      |
| 15 | 85   | 8 oktober    | 2006 | GP van Japan            | Suzuka International Racing Course | 5    | 0:16.151 | Mild Seven Renault F1 Team | Renault R26         | Renault RS26      | M      |
| 16 | 88   | 8 april      | 2007 | GP van Maleisië         | Sepang International Circuit       | 2    | 0:17.557 | McLaren                    | McLaren MP4-22      | Mercedes FO 108T  | B      |
| 17 | 91   | 27 mei       | 2007 | GP van Monaco           | Circuit De Monaco                  | 1    | 0:04.095 | McLaren                    | McLaren MP4-22      | Mercedes FO 108T  | B      |
| 18 | 96   | 22 juli      | 2007 | GP van Europa           | Nürburgring                        | 2    | 0:08.155 | McLaren                    | McLaren MP4-22      | Mercedes FO 108T  | B      |
| 19 | 99   | 9 september  | 2007 | GP van Italië           | Autodromo Nazionale Monza          | 1    | 0:06.062 | McLaren                    | McLaren MP4-22      | Mercedes FO 108T  | B      |
| 20 | 118  | 28 september | 2008 | GP van Singapore        | Marina Bay Circuit                 | 15   | 0:02.957 | ING Renault F1 Team        | Renault R28         | Renault RS27-2008 | B      |
| 21 | 119  | 12 oktober   | 2008 | GP van Japan            | Fuji Speedway                      | 4    | 0:05.283 | ING Renault F1 Team        | Renault R28         | Renault RS27-2008 | B      |
| 22 | 139  | 14 maart     | 2010 | GP van Bahrein          | Bahrain International Circuit      | 3    | 0:16.099 | Ferrari                    | Ferrari F10         | Ferrari 056       | B      |
| 23 | 149  | 25 juli      | 2010 | GP van Duitsland        | Hockenheimring                     | 2    | 0:04.196 | Ferrari                    | Ferrari F10         | Ferrari 056       | B      |
| 24 | 152  | 12 september | 2010 | GP van Italië           | Autodromo Nazionale Monza          | 1    | 0:02.938 | Ferrari                    | Ferrari F10         | Ferrari 056       | B      |
| 25 | 153  | 26 september | 2010 | GP van Singapore        | Marina Bay Circuit                 | 1    | 0:00.293 | Ferrari                    | Ferrari F10         | Ferrari 056       | B      |
| 26 | 155  | 24 oktober   | 2010 | GP van Korea            | Korean International Circuit       | 3    | 0:14.999 | Ferrari                    | Ferrari F10         | Ferrari 056       | B      |
| 27 | 166  | 10 juli      | 2011 | GP van Groot-Brittannië | Silverstone                        | 3    | 0:16.511 | Ferrari                    | Ferrari 150° Italia | Ferrari 056       | P      |
| 28 | 178  | 25 maart     | 2012 | GP van Maleisië         | Sepang International Circuit       | 8    | 0:02.263 | Ferrari                    | Ferrari F2012       | Ferrari 056       | P      |
| 29 | 184  | 24 juni      | 2012 | GP van Europa           | Valencia Street Circuit            | 11   | 0:06.421 | Ferrari                    | Ferrari F2012       | Ferrari 056       | P      |
| 30 | 186  | 22 juli      | 2012 | GP van Duitsland        | Hockenheimring                     | 1    | 0:06.931 | Ferrari                    | Ferrari F2012       | Ferrari 056       | P      |
| 31 | 199  | 14 april     | 2013 | GP van China            | Shanghai International Circuit     | 3    | 0:10.168 | Ferrari                    | Ferrari F138        | Ferrari 056       | P      |
| 32 | 201  | 12 mei       | 2013 | GP van Spanje           | Circuit De Barcelona-Catalunya     | 5    | 0:09.338 | Ferrari                    | Ferrari F138        | Ferrari 056       | P      |

*In 2005 won Alonso de Grand Prix van San Marino. Deze race werd, ondanks de naam, gehouden op het circuit van Imola in Italië.